# Кустарниковые жаворонки
Кустарниковые жаворонки (лат. Mirafra) — род воробьиных птиц из семейства жаворонковых (Alaudidae). Представители рода распространены в Африке, Азии и Австралии.

## Классификация
Международный союз орнитологов относит к роду 7 видов:
- Mirafra passerina Gyldenstolpe, 1926 — Одноцветный кустарниковый жаворонок
- Mirafra pulpa Friedmann, 1930 — Кустарниковый жаворонок Фридманна
- Mirafra cordofanica Strickland, 1852 — Кордофанский кустарниковый жаворонок
- Mirafra williamsi Macdonald, 1956 — Кустарниковый жаворонок Вильямса
- Mirafra javanica Horsfield, 1821 — Яванский жаворонок, или яванский кустарниковый жаворонок
- Mirafra cheniana A. Smith, 1843 — Южный кустарниковый жаворонок
- Mirafra albicauda Reichenow, 1891 — Белохвостый кустарниковый жаворонок

Некоторые виды, ранее относимые к кустарниковым жаворонкам, перенесены в роды Calendulauda и Eremopterix.